# 알베르토 바요

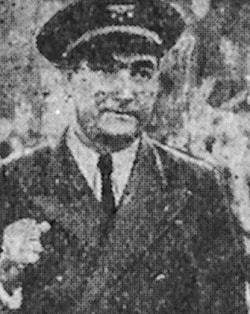

알베르토 바요(스페인어: Alberto Bayo, 1892년 3월 27일 ~ 1967년 8월 4일)는 스페인과 쿠바의 마르크스-레닌주의 혁명가이다.

## 생애
스페인 내전 당시 반파시즘 전선에 참전했으며, 1939년 프랑코 정권의 탄압을 받아 멕시코로 망명하였다. 이후 멕시코에서 망명하던 체 게바라와 인연을 맺었으며, 1956년 쿠바에 입국하여 쿠바 혁명군의 군사훈련을 담당하는 지휘관이 되었다. 쿠바 혁명이 성공한 이후 그는 쿠바 혁명군 사령관으로 임명되었으며, 이듬해에는 쿠바 혁명군 고문으로 위촉되었다. 1967년 8월 4일 아바나에서 사망하였다.